# Setodes tchaturdanta
Setodes tchaturdanta är en nattsländeart som beskrevs av Schmid 1987. Setodes tchaturdanta ingår i släktet Setodes och familjen långhornssländor. Inga underarter finns listade i Catalogue of Life.